# Paracrinia
Paracrinia là một chi động vật lưỡng cư trong họ Myobatrachidae, thuộc bộ Anura. Chi này có 1 loài và không bị đe dọa tuyệt chủng.
Loài này được tìm thấy xung quanh đầm lầy ven biển ở miền đông Úc từ khắp nơi trên Port Macquarie, New South Wales bán đảo Mornington trong Victoria. Loài ếch này đạt đến chiều dài 30 mm. Nó có màu sắc thay đổi từ nâu xám nhẹ đến màu nâu nhạt đến màu đỏ nâu ở trên với một số đốm sẫm màu hơn.

## Hình ảnh

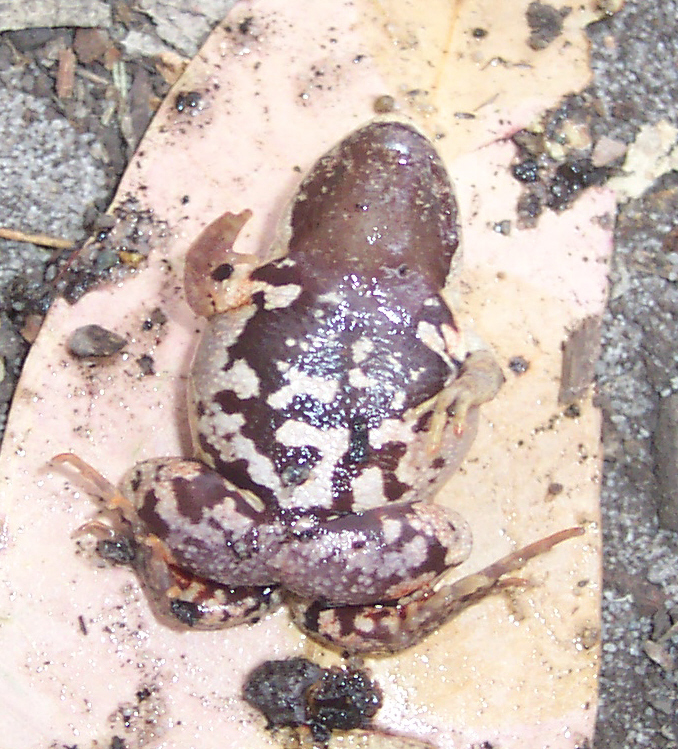